# آتش‌سوزی در بندر دیر ۱۴۰۴
آتش‌سوزی متانول در بندر بوشهر به حادثهٔ آتش‌سوزی روز ۲۱ خرداد ۱۴۰۴ (۱۱ ژوئن ۲۰۲۵) در اسکلهٔ شرکت «متانول کاوه» واقع در بندر دیر استان بوشهر گفته می‌شود. در پی شعله‌ور شدن مخزن (یا کشتی) حامل متانول صنعتی، دست‌کم سه نفر جان باختند و ده نفر زخمی شدند.

## پیش‌زمینه
شرکت متانول کاوه مالک یکی از بزرگ‌ترین واحدهای تولید و صادرات متانول در ایران است. اسکلهٔ اختصاصی این شرکت در بندر دیر عمدتاً برای بارگیری محموله‌های متانول به شرق آسیا به‌کار می‌رود. متانول ماده‌ای به‌شدت آتش‌گیر است و حوادث مشابه در سال‌های گذشته در پتروشیمی‌های ماهشهر و عسلویه نیز رخ داده بود.

## جزئیات حادثه
بر پایهٔ گزارش رئیس اورژانس استان بوشهر، آتش‌سوزی حدود ساعت ۱۱:۰۵ رخ داد؛ نخستین شعله‌ها از بخش بالایی مخزن مشاهده شد و به سرعت به سایر بخش‌ها سرایت کرد. منابع محلی علت اولیه را «جرقهٔ عملیات جوشکاری روی بدنهٔ کشتی یا مخزن» دانستند، اما ادارهٔ کل مدیریت بحران استان اعلام کرد که بررسی فنی در حال انجام است.

### آمار تلفات
- ایرنا: ۳ فوتی و ۱۰ مصدوم (آمار رسمی اورژانس).[۱]

## عملیات امداد
ده‌ها آتش‌نشان، تیم‌های هلال احمر و یگان مقابله با مواد خطرناک به محل اعزام شدند. خنک‌سازی مخزن با فوم‌های ویژه بیش از سه ساعت به طول انجامید و حوالی ساعت ۱۵:۰۰ حریق مهار شد.

## واکنش‌ها
- استاندار بوشهر طی بیانیه‌ای خواستار «بازبینی فوری استانداردهای ایمنی در همه بنادر استان» شد.
- سازمان بنادر و دریانوردی اعلام کرد بارگیری و تخلیهٔ مواد شیمیایی تا زمان اطمینان از ایمنی متوقف می‌ماند.
- رویترز در گزارشی به زبان انگلیسی خبر را بازتاب داد و به نقل از منابع ایرانی دلیل حادثه را در دست بررسی دانست.[۳]

## تحقیقات و پیامدها
دادستان شهرستان دیر پروندهٔ قضایی گشود و اعلام کرد «در صورت اثبات کوتاهی در رعایت مقررات ایمنی، با مسئولان مربوط برخورد خواهد شد». ادارهٔ کل محیط زیست استان نیز برداشت نمونه‌های خاک و آب را برای سنجش آلودگی متانول آغاز کرده است.